# Каньон Осуми
Осумский каньон (алб. Kanioni i Osumit) — речное ущелье на юге Албании, недалеко от города Чоровода. Через каньон протекает река Осуми, идущая через город Берат.
Одно из самых посещаемых туристических мест Албании, частое место для занятий рафтингом. Находится под угрозой уничтожения в случае реализации существующих планов по постройке гидроэлектростанций.